# Vargas & Lagola
Vargas & Lagola är en låtskrivar- och producentduo bestående av Salem Al Fakir och Vincent Pontare. Tillsammans framför de egen musik samt skriver och producerar musik till såväl egna projektet som till andra artister.
Tillsammans har de skrivit musik åt artister som Avicii, Axwell Ʌ Ingrosso, Galantis, Ghost, Madonna, Veronica Maggio, Seinabo Sey och Benjamin Ingrosso. Utöver att göra musik åt andra släpper de även alternativ pop som Vargas & Lagola.

## Karriär
Vincent Pontare och Salem Al Fakir har gått från framgångsrika soloartister till Grammisvinnande låtskrivare och producenter.  Deras första samarbete som låtskrivare var Aviciis hit på Billboard Hot 100, "Hey Brother", och "Younger" av Seinabo Sey.
På Grammisgalan 2014 vann Vargas & Lagola, tillsammans med Magnus Lidehäll, priset för Årets kompositör efter att ha skrivit och producerat Veronica Maggios album Handen i fickan fast jag bryr mig och Petter Början på allt samt arbetat med Galantis. År 2014 skrev de flera låtar på Mapeis debutalbum Hey Hey, Avicii "The Days" och Wyclef Jean (med Avicii). 
Al Fakir och Pontare följde upp med ännu ett framgångsrikt 2015 när de var med och skrev flertalet låtar på Seinabo Seys debutalbum Pretend samt låtar på Madonnas album Rebel Heart.
Vargas & Lagola har co-skrivit några av Axwell Ʌ Ingrossos största hits: "More Than You Know", "Sun Is Shining" och "Dreamer" från albumet More Than You Know (2017).
Duon har även bidragit till låtar på svenska hårdrocksbandet Ghosts GRAMMY-nominerade album Prequelle. Albumet gick in som nummer 3 på Billboard 200 och singeln "Dance Macabre" toppade Billboard Mainstream Rock.
När Musikförläggarna år 2017 undersökte vilka låtskrivare som låg bakom de mest streamade och köpta låtarna i Sverige så toppade Vargas & Lagola listan. De hade då bland annat medverkat till uppkomsten av de populära låtarna, "More Than You Know" med Axwell Ʌ Ingrosso och "Without You" med Avicii feat. Sandro Cavazza. Även följande år var Vargas & Lagola de mest populära låtskrivarna, bland annat för deras långvariga samarbete med Avicii, som hade flera låtar med på listan.  Efter hans bortgång var Vargas & Lagola med och färdigställde det postuma albumet TIM. Den 5 december 2019 uppträdde de på Avicii Tribute Concert på Friends Arena i Stockholm.
2017 släppte de som Vargas & Lagola debutsingeln "Rolling Stone" och har sedan dess hunnit släppa flertalet singlar, bland annat "Roads" (2018). Låten var den mest spelade på radio av ett svenskt band. I januari 2020 släpptes debutalbumet "The Butterfly Effect". I oktober kom deras andra album för året - "Mount Alda".
De har tillsammans med Benjamin Ingrosso skrivit Ingrossos album Pink Velvet Theatre som släpptes 25 oktober 2024. På P3 Guld 2025 vann Ingrosso tillsammans med Vargas och Lagola priserna Årets låt för låten Kite och för Årets album. På Grammisgalan 2025 vann de även Årets album där. 

## Priser och utmärkelser
- 2014 – Grammis (Årets kompositör) [16]
- 2018 – Musikförläggarnas pris (Mest spelade låt 2017, delas ut i samarbete med Stim)[17]
- 2019 – Musikförläggarnas pris (Mest spelade låt 2018, delas ut i samarbete med Stim)[18]

## Diskografi

### Studioalbum
- 2020 - The Butterfly Effect
- 2020 - Mount Alda

### Singlar
- 2017 - Rolling Stone
- 2017 - Dolores (The Awakening)
- 2017 - Sun Is Shining (Band of Gold)
- 2017 - More Than You Know (Acoustic) (med Agnes)
- 2018 - Roads
- 2019 - Selfish
- 2019 - Since 99
- 2019 - Shores (med Seinabo Sey)
- 2019 - Forgot To Be Your Lover
- 2020 - Somebody That Understands Me (med Ludwig Göransson)
- 2020 - Always
- 2020 - Suddenly
- 2021 - Big Hearted